# بریسون نلوم
بریسون نلوم (انگلیسی: Bryshon Nellum؛ زادهٔ ۱ مهٔ ۱۹۸۹) ورزشکار دو و میدانی اهل ایالات متحده آمریکا است.
وی در مسابقات کشوری و بین‌المللی در مجموع برندهٔ ۳ مدال طلا، ۲ مدال نقره، ۱ مدال برنز شده‌است.